# Pardosa rudis
Pardosa rudis là một loài nhện trong họ Lycosidae.
Loài này thuộc chi Pardosa. Pardosa rudis được Chang-Min Yin et al miêu tả năm 1995..